# Chứng minh của Wiles về Định lý cuối cùng của Fermat
Chứng minh của Wiles về định lý cuối cùng của Fermat là chứng minh toán học của nhà toán học người Anh Andrew Wiles về một trường hợp đặc biệt của định lý Module đối với đường cong elip. Cùng với định lý Ribet, nó cung cấp một chứng minh cho Định lý cuối cùng của Fermat. Cả Định lý cuối cùng của Fermat và định lý Module hầu như đều được các nhà toán học đương thời coi là không thể chứng minh được, có nghĩa là chúng được cho là không thể chứng minh bằng cách sử dụng kiến thức hiện tại.:203–205, 223, 226
Chứng minh lần đầu tiên được công bố bởi Wiles vào ngày 23 tháng 6 năm 1993 tại một bài giảng ở Cambridge với tiêu đề "Các dạng mô-đun, đường cong elliptic và biểu diễn Galois". Tuy nhiên vào tháng 9 năm 1993, chứng minh được phát hiện là có sai sót. Một năm sau, vào ngày 19 tháng 9 năm 1994, vào thời điểm được ông gọi là "thời điểm quan trọng nhất trong cuộc đời làm việc của ông", Wiles tình cờ phát hiện ra một tiết lộ cho phép ông sửa lại bằng chứng làm hài lòng cộng đồng toán học. Chứng minh sửa chữa được xuất bản vào năm 1995.
Chứng minh của Wiles sử dụng nhiều kỹ thuật từ hình học đại số và lý thuyết số, và có nhiều phân nhánh trong các nhánh toán học này. Nó cũng sử dụng các cấu trúc tiêu chuẩn của hình học đại số hiện đại, chẳng hạn như loại lược đồ và lý thuyết Iwasawa , và các kỹ thuật khác của thế kỷ 20 mà vào thời của Fermat chưa tồn tại.

## Định lý cuối cùng của Fermat
Trong lý thuyết số, định lý cuối cùng của Fermat (đôi khi còn được gọi là phỏng đoán của Fermat) được phát biểu rằng không tồn tại ba số nguyên dương 'a, b, c thỏa mãn phương trình :
{\displaystyle a^{n}+b^{n}=c^{n}}
cho bất kì giá trị số nguyên n nào lớn hơn 2. Các trường hợp n=1 và n=2 đã được biết đến từ thời cổ đại và có vô số cách giải.

## Sách
- Singh, Simon (tháng 10 năm 1998). Fermat's Enigma. New York: Anchor Books. ISBN 978-0-385-49362-8. Zbl 0930.00002.
- Simon Singh "The Whole Story". Bản gốc lưu trữ ngày 10 tháng 5 năm 2011. Edited version of ~2,000-word essay published in Prometheus magazine, describing Andrew Wiles's successful journey.